# Jasenovo (gmina Nova Varoš)
Jasenovo (cyr. Јасеново) – wieś w Serbii, w okręgu zlatiborskim, w gminie Nova Varoš. W 2011 roku liczyła 174 mieszkańców.